# Liste der Bodendenkmale in Hepstedt
In der Liste der Bodendenkmale in Hepstedt sind alle Bodendenkmale der niedersächsischen Gemeinde Hepstedt aufgelistet. Die Quelle ist der Denkmalatlas Niedersachsen. 
Der Stand der Liste ist der 3. Dezember 2024.
Allgemein

Hepstedt im Landkreis Rotenburg (Wümme)

In den Spalten finden sich folgende Informationen des Bodendenkmales:
Lagegeographische Koordinaten
BezeichnungBezeichnung lt. Denkmalatlas
BeschreibungBeschreibung lt. Denkmalatlas
IDObjekt-ID
BildBild, ggf. zusätzlich mit Link zu weiteren Fotos im Medienarchiv Wikimedia Commons.

## Hepstedt
| Lage                       | Bezeichnung             | Beschreibung | ID       | Bild |
| -------------------------- | ----------------------- | --- | -------- | ---- |
| 53° 16′ 7″ N, 9° 5′ 32″ O  | Hepstedt 12, Grabhügel  | Durchmesser ca. 18 m und Höhe ca. 1,1 m. Ebenmäßig gewölbt. Nördliches Drittel obertägig abgetragen. In Mitte große, runde Eingrabungsmulde. Im Süden kleine Sandentnahmestelle. | 28974624 | BW   |
| 53° 15′ 58″ N, 9° 6′ 0″ O  | Hepstedt 32, Grabhügel  | Durchmesser ca. 12 m und Höhe ca. 1 m. Ehemals annähernd rund. Ränder fließend auslaufend. Im Zentrum Eingrabung von 4 × 2,5 m; T. ca. 0,5 m. Im Süden durch alte Sandentnahme angeschnitten. | 28974368 | BW   |
| 53° 15′ 57″ N, 9° 6′ 28″ O | Hepstedt 34, Grabhügel  | Durchmesser ca. 12,5 m und Höhe ca. 0,4 m. Rundlich. Kuppe sehr schwach und zerdrückt. Über den Hügel führt ein Waldweg. | 28974369 | BW   |
| 53° 15′ 13″ N, 9° 6′ 31″ O | Hepstedt 77, Grabhügel  | Durchmesser ca. 14,6 m und Höhe ca. 0,6 m. Ebenmäßig gewölbt, Rand allmählich auslaufend. An West-Seite abgegraben. | 28973879 | BW   |
| 53° 15′ 3″ N, 9° 4′ 51″ O  | Hepstedt 90, Grabhügel  | Durchmesser ca. 18 m und Höhe ca. 0,5 m. Weit, flach, Rand flach auslaufend. Ursprünglich Dm. 9 m, H. 1 m; 1925 teilweise eingeebnet. Eine darauffolgende Untersuchung durch H. Müller-Brauel ergab einen hellen Sandkern von Dm. 6 m und 108 Verfärbungen von vorwiegend in konzentrischen Reihen angeordneten Holzpfählen. | 28974257 | BW   |
| 53° 15′ 3″ N, 9° 4′ 54″ O  | Hepstedt 91, Grabhügel  | Durchmesser ca. 25 m und Höhe ca. 0,5 m, flach, weit. Im Osten teilweise abgetragen. 1925 zum Teil eingeebnet. Ursprünglich Dm. 14 m, H. 1,5 m. Eine Untersuchung durch H. Müller-Brauel 1925 ergab einen mit einem Kranz aus kopf- bis eimergroßen Steinen umgebenen Hügelkern Dm. 8,5 m. Im Zentrum eine in den Ortstein eingetiefte Grabgrube von 3 × 1,5 m in Richtung Südost–Nordwest und T. 0,3 – 0,35 m. Sie war mit weißem Sand gefüllt und zeigte Spuren eines Baumsarges. Um das Grab wurden in einem Ring von Dm. 4 m Verfärbungen von Holzpfählen festgestellt. | 28974258 | BW   |
| 53° 15′ 41″ N, 9° 6′ 25″ O | Hepstedt 174, Grabhügel | Durchmesser ca. 11 m und Höhe ca. 1 m. Rundlich. Im Norden alter Parzellenwall angrenzend, leicht angeschnitten, Gelände planiert. Auf dem Hügel Rodungswallreste. Einzig erhaltener einer Gruppe von ehemals fünf Hügeln. | 28974126 | BW   |

### Hepstedt 13
- ID:28973993
- Gruppe von ehemals vermutlich zwölf Grabhügeln mit Dm. 5 – 16 m und H. 0,3 – 1 m. Erhalten ist nur noch ein Grabhügel, die anderen sind eingeebnet und obertägig nicht mehr erkennbar.

| Lage                      | Bezeichnung  | Beschreibung | ID       | Bild |
| ------------------------- | ------------ | --- | -------- | ---- |
| 53° 16′ 5″ N, 9° 5′ 24″ O | Hepstedt 13  | Durchmesser ca. 13,5 m und Höhe ca. 0,6 m. Ebenmäßig gewölbt, Rand allmählich auslaufend. Heute obertägig nicht mehr erkennbar.                                                                  | 28973994 | BW   |
| 53° 16′ 5″ N, 9° 5′ 25″ O | Hepstedt 14  | Durchmesser ca. 14 m und Höhe ca. 0,6 m. Ebenmäßig gewölbt, Rand schwach abgesetzt. Heute obertägig nicht mehr erkennbar.                                                                        | 28973995 | BW   |
| 53° 16′ 4″ N, 9° 5′ 23″ O | Hepstedt 16  | Durchmesser ca. 14,2 m und Höhe ca. 0,9 m. Ebenmäßig gewölbt, Rand abgesetzt. Heute obertägig nicht mehr erkennbar.                                                                              | 28974374 | BW   |
| 53° 16′ 2″ N, 9° 5′ 25″ O | Hepstedt 17  | Durchmesser ca. 16 m und Höhe ca. 1 m. Ebenmäßig geformt, Mitte abgeflacht, Rand schwach abgesetzt. Heute obertägig nicht mehr erkennbar.                                                        | 28974375 | BW   |
| 53° 16′ 4″ N, 9° 5′ 19″ O | Hepstedt 179 | Durchmesser ca. 11 m und Höhe ca. 0,6 m. Ebenmäßig gewölbt; Rand schwach abgesetzt. In der Kuppe alte, tiefe und weite trichterförmige Eingrabung mit grabenartiger Einsenkung zum Nordost-Rand. | 28973857 | BW   |
| 53° 16′ 3″ N, 9° 5′ 26″ O | Hepstedt 180 | Durchmesser ca. 10 m und Höhe ca. 0,3 m. Annähernd rund. Abgeplattet; Ränder auslaufend. Heute obertägig nicht mehr erkennbar.                                                                   | 28973858 | BW   |
| 53° 16′ 3″ N, 9° 5′ 27″ O | Hepstedt 181 | Durchmesser ca. 7,5 m und Höhe ca. 0,5 m. Rund. Heute obertägig nicht mehr erkennbar. | 28974742 | BW   |
| 53° 16′ 3″ N, 9° 5′ 25″ O | Hepstedt 182 | Durchmesser ca. 7 m und Höhe ca. 0,5 m. Annähernd rund. Heute obertägig nicht mehr erkennbar. | 28974743 | BW   |
| 53° 16′ 2″ N, 9° 5′ 26″ O | Hepstedt 183 | Durchmesser ca. 5 m und Höhe ca. 0,4 m. Rund. Heute obertägig nicht mehr erkennbar. | 28974751 | BW   |
| 53° 16′ 4″ N, 9° 5′ 25″ O | Hepstedt 184 | Durchmesser ca. 14 m und Höhe ca. 0,8 m. Ebenmäßig geformt, Rand schwach abgesetzt. Heute obertägig nicht mehr erkennbar.                                                                        | 28974493 | BW   |

### Hepstedt 19
- ID:28973985
- Gruppe von ehemals acht Grabhügeln mit Dm. 6,6 – 13,7 m; H. 0,6 – 1 m. Sie sind heute eingeebnet und bis auf einen kaum erkennbaren obertägig nicht mehr feststellbar.

| Lage                       | Bezeichnung | Beschreibung | ID       | Bild |
| -------------------------- | ----------- | --- | -------- | ---- |
| 53° 15′ 57″ N, 9° 5′ 23″ O | Hepstedt 19 | Durchmesser ca. 10 m und Höhe ca. 0,6 m. Ebenmäßig schwach gewölbt, Rand allmählich auslaufend. Heute eingeebnet, obertägig nicht mehr erkennbar.            | 28973986 | BW   |
| 53° 15′ 56″ N, 9° 5′ 17″ O | Hepstedt 21 | Durchmesser ca. 6,6 m und Höhe ca. 0,6 m. Ebenmäßig gewölbt, Rand schwach abgesetzt. Heute eingeebnet und obertägig nicht mehr erkennbar.                    | 28973865 | BW   |
| 53° 15′ 56″ N, 9° 5′ 18″ O | Hepstedt 22 | Durchmesser ca. 11,9 m und Höhe ca. 0,6 m. Ebenmäßig geformt, Kuppe abgeflacht, Rand schwach abgesetzt. Heute eingeebnet und obertägig nicht mehr erkennbar. | 28973866 | BW   |
| 53° 15′ 55″ N, 9° 5′ 18″ O | Hepstedt 23 | Durchmesser ca. 11 m und Höhe ca. 1 m. Unregelmäßig geformt, Rand schwach abgesetzt. Heute planiert und obertägig kaum noch sichtbar.                        | 28973626 | BW   |
| 53° 15′ 56″ N, 9° 5′ 17″ O | Hepstedt 24 | Durchmesser ca. 11,5 m und Höhe ca. 0,8 m. Ebenmäßig gewölbt, Rand schwach abgesetzt. Heute eingeebnet und obertägig nicht mehr erkennbar.                   | 28973629 | BW   |
| 53° 15′ 55″ N, 9° 5′ 15″ O | Hepstedt 25 | Durchmesser ca. 13,7 m und Höhe ca. 0,9 m. Nicht ganz ebenmäßig, Rand schwach abgesetzt. Heute eingeebnet und obertägig nicht mehr erkennbar.                | 28973630 | BW   |

### Hepstedt 27
- ID:28974749
- Gruppe von fünf Grabhügeln, Dm. 11,6 – 16,5 m, H. 0,5 – 1,5 m.

| Lage                       | Bezeichnung | Beschreibung | ID       | Bild |
| -------------------------- | ----------- | --- | -------- | ---- |
| 53° 15′ 58″ N, 9° 5′ 52″ O | Hepstedt 27 | Durchmesser ca. 14,5 m und Höhe ca. 1 m. Ebenmäßig gewölbt, Rand allmählich auslaufend. Kuppe etwas eingesenkt. | 28974750 | BW   |
| 53° 15′ 58″ N, 9° 5′ 50″ O | Hepstedt 28 | Durchmesser ca. 16,5 m und Höhe ca. 1,5 m. Ebenmäßig gewölbt, Rand abgesetzt. In der Kuppe rezente Eingrabung mit Dm. 3,5 m. und T. ca. 1 m. Süd-Teil von Wall aus abgeschobenem Material von Ost nach West überdeckt. | 28974634 | BW   |
| 53° 15′ 58″ N, 9° 5′ 49″ O | Hepstedt 29 | Durchmesser ca. 14 m und Höhe ca. 0,8 m. Ebenmäßig gewölbt, Rand allmählich auslaufend. Süd-Teil von Wall aus abgeschobenem Material von Ost nach West überdeckt.                                                      | 28974635 | BW   |
| 53° 15′ 58″ N, 9° 5′ 47″ O | Hepstedt 30 | Durchmesser ca. 16 m und Höhe ca. 0,8 m. Ebenmäßig gewölbt, Rand allmählich auslaufend. Herausgepflügte kopfgroße Steine.                                                                                              | 28974636 | BW   |
| 53° 15′ 58″ N, 9° 5′ 50″ O | Hepstedt 31 | Durchmesser ca. 11,6 m und Höhe ca. 0,5 m. Ebenmäßig gewölbt, Rand allmählich auslaufend. | 28974367 | BW   |

### Hepstedt 39
- ID:28974002
- Geschlossenes Grabhügelfeld von ehemals mindestens 41 Grabhügeln sowie zwei etwas weiter südöstlich gelegenen Hügeln. Erhalten sind noch 30, darunter einer der abseits gelegenen, mit einem Durchmesser von 4 – 22 Meter und einer Höhe von 0,2 – 1,7 Meter.

| Lage                       | Bezeichnung  | Beschreibung | ID       | Bild |
| -------------------------- | ------------ | --- | -------- | ---- |
| 53° 15′ 23″ N, 9° 6′ 28″ O | Hepstedt 40  | Durchmesser ca. 10 m und Höhe ca. 0,7 m. Ebenmäßig gewölbt; Rand schwach abgesetzt, im Südwesten etwas beschädigt. In der Kuppe alte Einsenkung. | 28973878 | BW   |
| 53° 15′ 23″ N, 9° 6′ 29″ O | Hepstedt 41  | Durchmesser ca. 9,7 m und Höhe ca. 0,45 m. Ebenmäßig gewölbt, Rand schwach abgesetzt, Kuppe eingesenkt. Im Südwest-Rand alte, verwaschene Abgrabung. | 28973880 | BW   |
| 53° 15′ 23″ N, 9° 6′ 30″ O | Hepstedt 42  | Hügelrest; nur noch das nördliche Viertel erhalten, Südteil von altem Weg von Südwest nach Nordost angeschnitten und zerstört. Dm. ursprünglich 9,5 m, H. noch 0,4 m. War ebenmäßig gewölbt mit allmählich auslaufendem Rand. | 28973631 | BW   |
| 53° 15′ 22″ N, 9° 6′ 26″ O | Hepstedt 43  | Durchmesser ca. 21,5 m und Höhe ca. 1,5 m. Ebenmäßig hoch gewölbt, Rand abgesetzt. Südost-Seite des Hügels alt abgetragen. In der Kuppe alte, weite Eingrabung. Im Rand flacher Ringgraben, am südöstlichen Grabenrand Steine mit Dm 0,3 – 0,4 m freiliegend.                                                                                              | 28973632 | BW   |
| 53° 15′ 22″ N, 9° 6′ 25″ O | Hepstedt 44  | Durchmesser ca. 5 m und Höhe ca. 0,2 m. Rundlich. Flach, kaum noch als Grabhügel erkennbar. | 28973633 | BW   |
| 53° 15′ 22″ N, 9° 6′ 27″ O | Hepstedt 46  | Durchmesser ca. 13,5 m und Höhe ca. 1,2 m. Ebenmäßig gewölbt, Rand abgesetzt. Alte Einsenkungen, wahrscheinlich von eingefallenen Tierbauten. | 28974641 | BW   |
| 53° 15′ 22″ N, 9° 6′ 28″ O | Hepstedt 47  | Hügelrest; nur noch das südliche Drittel erhalten, Nordteil durch alten Weg von Südwest nach Nordost angeschnitten und zerstört. Dm. ursprünglich 9,4 m, H.bis 0,4 m. Ebenmäßig gewölbt, Rand allmählich auslaufend. Weitere Beschädigungen durch Rückearbeiten.                                                                                           | 28974642 | BW   |
| 53° 15′ 22″ N, 9° 6′ 31″ O | Hepstedt 48  | Durchmesser ca. 5,2 m und Höhe ca. 0,3 m. Ebenmäßig gewölbt, Rand schwach abgesetzt. In der Kuppe kleine, alte Einsenkung. Stark durch Rückearbeiten beschädigt. | 28974637 | BW   |
| 53° 15′ 22″ N, 9° 6′ 30″ O | Hepstedt 49  | Durchmesser ca. 7,5 m und Höhe ca. 0,6 m. Ebenmäßig gewölbt, Rand abgesetzt. Flache Kuppenmulde; im Nordost-Rand flacher Absatz. | 28974638 | BW   |
| 53° 15′ 22″ N, 9° 6′ 31″ O | Hepstedt 50  | Durchmesser ca. 16 m und Höhe ca. 1,1 m. Ebenmäßig gewölbt, Rand schwach abgesetzt. In der Kuppe alte längliche Eingrabung. | 28974639 | BW   |
| 53° 15′ 21″ N, 9° 6′ 30″ O | Hepstedt 51  | Durchmesser ca. 5 m und Höhe ca. 0,3 m. Klein. Ebenmäßig gewölbt. Rand schwach abgesetzt. | 28974246 | BW   |
| 53° 15′ 21″ N, 9° 6′ 30″ O | Hepstedt 52  | Durchmesser ca. 4 m und Höhe ca. 0,3 m. Klein, annähernd rund. Ebenmäßig gewölbt, Rand abgesetzt. Über den Nord-Rand von Südwest nach Nordost alte Wegespur. | 28974259 | BW   |
| 53° 15′ 21″ N, 9° 6′ 29″ O | Hepstedt 53  | Durchmesser ca. 12 m und Höhe ca. 0,75 m. Ebenmäßig gewölbt, Rand abgesetzt. In der Kuppe alte weite, flache Eingrabung. Im Nord-Rand flacher, am Süd-Rand kleiner Absatz. | 28974260 | BW   |
| 53° 15′ 21″ N, 9° 6′ 30″ O | Hepstedt 54  | Hügelrest; Südhälfte durch Weg abgetragen. Noch 7,4 × 5,1 m; H. 0,45 m. Nord-Rand schwach abgesetzt. Einzelne kopfgroße Steine freiliegend. | 28974381 | BW   |
| 53° 15′ 21″ N, 9° 6′ 28″ O | Hepstedt 55  | Durchmesser ca. 6,5 m und Höhe ca. 0,25 m. Flach, Rand sanft auslaufend. | 28974382 | BW   |
| 53° 15′ 20″ N, 9° 6′ 29″ O | Hepstedt 57  | Durchmesser ca. 21 m und Höhe ca. 1,5 m. Ebenmäßig hoch gewölbt, Kuppe abgeflacht, Rand abgesetzt. Alte grabenartige Eingrabung im Süd-Teil von Ost nach West. Weitere alte Eingrabungen im Nordwest-Teil, sowie im Ost- und Nordost-Rand. | 28974242 | BW   |
| 53° 15′ 21″ N, 9° 6′ 27″ O | Hepstedt 60  | Hügelrest; nördlicher Randbereich alt abgetragen und zerstört. Dm. 9 m, H. 0,7 m. Ebenmäßig gewölbt; Rand nach Süd abgesetzt, nach Ost und West allmählich auslaufend. | 28974503 | BW   |
| 53° 15′ 20″ N, 9° 6′ 26″ O | Hepstedt 61  | Hügelrest; West-Hälfte alt abgetragen und zerstört. Dm. 10,7 m, H. 0,7 m. Ebenmäßig gewölbt, Rand schwach abgesetzt. Weiterer Erdabtrag am Süd-Rand. | 28974505 | BW   |
| 53° 15′ 20″ N, 9° 6′ 27″ O | Hepstedt 62  | Durchmesser ca. 9,7 m und Höhe ca. 0,5 m. Ebenmäßig gewölbt, Rand nach Süd und West schwach abgesetzt, sonst allmählich auslaufend. An der West-Seite alter Bodenabtrag. | 28974506 | BW   |
| 53° 15′ 19″ N, 9° 6′ 27″ O | Hepstedt 63  | Durchmesser ca. 14 m und Höhe ca. 1,1 m. Ebenmäßig geformt, Kuppe abgeflacht, Rand schwach abgesetzt. Eingrabungen im Süd-Teil und Nordwest-Rand. | 28974498 | BW   |
| 53° 15′ 18″ N, 9° 6′ 29″ O | Hepstedt 64  | Durchmesser ca. 14,3 m und Höhe ca. 0,9 m. Ebenmäßig geformt, Rand abgesetzt. In der Kuppe alte weite Eingrabung mit flachen, grabenartigen Erweiterungen zum Südwest- und Südost-Rand. | 28974499 | BW   |
| 53° 15′ 18″ N, 9° 6′ 27″ O | Hepstedt 66  | Durchmesser ca. 15,4 m und Höhe ca. 1,1 m. Infolge zahlreicher Störungen unregelmäßig geformt. Rand abgesetzt. Im Nordosten von Nordwest nach Südost stark von Feldweg, im Nordwesten von altem Kartoffelmietengraben angeschnitten. In der Kuppe alte weite Eingrabung mit grabenartiger Erweiterung zum Südwest-Rand. Am Südost-Rand ein Granitfindling. | 28973997 | BW   |
| 53° 15′ 19″ N, 9° 6′ 26″ O | Hepstedt 67  | Durchmesser ca. 18 m und Höhe ca. 1,2 m. Annähernd rund. An Oberfläche, auch im unteren Randbereich, alte flache Kuhlen. | 28973998 | BW   |
| 53° 15′ 17″ N, 9° 6′ 26″ O | Hepstedt 70  | Durchmesser ca. 13 m und Höhe ca. 0,8 m. Ebenmäßig geformt, Rand schwach abgesetzt. In der Kuppe alte längliche Eingrabung von Nordost nach Südwest. Am Südwest-Rand Bodenabtragung bis auf halbe Höhe, ebenso am Nord-Rand; Eintiefung am westlichen Hügelfuß.                                                                                            | 28974391 | BW   |
| 53° 15′ 17″ N, 9° 6′ 27″ O | Hepstedt 71  | Durchmesser ca. 8,2 m und Höhe ca. 0,5 m. Klein, flach. Rand allmählich auslaufend. | 28974392 | BW   |
| 53° 15′ 16″ N, 9° 6′ 27″ O | Hepstedt 72  | Durchmesser ca. 8 m und Höhe ca. 0,5 m. Klein, flach. Rand allmählich auslaufend. In der Kuppe alte flache Eingrabung. | 28973756 | BW   |
| 53° 15′ 23″ N, 9° 6′ 26″ O | Hepstedt 149 | Durchmesser ca. 13 m und Höhe ca. 0,65 m. Ebenmäßig flach gewölbt, Rand allmählich auslaufend. Über den West-Teil von Nord nach Süd alte Wegespur. | 28974496 | BW   |
| 53° 15′ 22″ N, 9° 6′ 29″ O | Hepstedt 150 | Durchmesser ca. 6 m und Höhe ca. 0,5 m. Ebenmäßig gewölbt. Flache Kuppenmulde. Nord-Rand von alter Wegespur von Südwest nach Nordost angeschnitten. | 28974497 | BW   |
| 53° 15′ 17″ N, 9° 6′ 23″ O | Hepstedt 177 | Durchmesser ca. 14,5 m und Höhe ca. 0,7 m. Rand allmählich auslaufend, teils abgesetzt. Nahe am Zentrum eine alte Einsenkung. Oberfläche durch viele alte Eingrabungen und Aufwürfe zerklüftet; Abtragungen an allen Teilen des Randes. | 28973755 | BW   |

### Hepstedt 94
- ID:28974006
- Gruppe von ehemals zehn Grabhügeln, von denen acht mit Dm. 8 – 18 m und H. 0,4 – 0,8 m erhalten sind. Einige weisen stärkere Störungen auf. Ein weiterer Hügel in diesem Bereich wurde zwischen 1952 und 1999 zerstört. Der zehnte Hügel, der westlich der Straße lag, war bereits vor 1952 durch Sanddabbau abgetragen worden.

| Lage                       | Bezeichnung  | Beschreibung | ID       | Bild |
| -------------------------- | ------------ | --- | -------- | ---- |
| 53° 14′ 53″ N, 9° 4′ 54″ O | Hepstedt 95  | Durchmesser ca. 12 m und Höhe ca. 0,4 m. Ehemals annähernd rund. Rand fließend auslaufend, im Norden durch alte Fahrspur angeschnitten.                                            | 28973754 | BW   |
| 53° 14′ 52″ N, 9° 4′ 52″ O | Hepstedt 97  | Durchmesser ca. 18 m und Höhe ca. 0,6 m. Rundlich. 1952 H. noch bei etwa 1,6 m; größtenteils abgetragen, nur noch Hügelstumpf mit abgeflachter Kuppe erhalten.                     | 28973758 | BW   |
| 53° 14′ 52″ N, 9° 4′ 54″ O | Hepstedt 98  | Durchmesser ca. 17 m und Höhe ca. 0,5 m. Rundlich. Größtenteils abgetragen und planiert; 1952 war H. noch bei 1,4 m. Von Nord über Ost nach Süd zeichnet sich der Hügelfuß gut ab. | 28973862 | BW   |
| 53° 14′ 50″ N, 9° 4′ 56″ O | Hepstedt 99  | Durchmesser ca. 10 m und Höhe ca. 0,4 m. Rundlich. In der Kuppe eine Mulde. Fahrspuren von Ost nach West.                                                                          | 28973863 | BW   |
| 53° 14′ 49″ N, 9° 4′ 57″ O | Hepstedt 100 | Durchmesser ca. 14 m und Höhe ca. 0,7 m. Rundlich. Einkuhlungen. Ost-Rand durch Fahrspur angeschnitten.                                                                            | 28973864 | BW   |
| 53° 14′ 49″ N, 9° 4′ 59″ O | Hepstedt 101 | Durchmesser ca. 13,5 m und Höhe ca. 0,7 m. Rundlich. Alte Kuhle. Nord-Rand durch Fahrspur stark beschädigt. Tiefe Fahrspur von Ost nach West.                                      | 28973623 | BW   |
| 53° 14′ 47″ N, 9° 5′ 0″ O  | Hepstedt 102 | Durchmesser ca. 14 m und Höhe ca. 0,7 m. Rundlich. Einkuhlungen. | 28973624 | BW   |
| 53° 14′ 46″ N, 9° 5′ 0″ O  | Hepstedt 103 | Durchmesser ca. 8 m und Höhe ca. 0,4 m. Rundlich. | 28973625 | BW   |

### Hepstedt 124
- ID:28974011
- Gruppe von vier Grabhügeln, von denen einer zerstört ist und zwei mit Dm. 10 – 12 m und H. 0,3 – 1 m erhalten sind. Der vierte Hügel wurde ausgegraben und anschließend restauriert. Die Untersuchung erbrachte einen von Erde bedeckten Steinhügel, eine sogenannte Röse.

| Lage                       | Bezeichnung  | Beschreibung | ID       | Bild |
| -------------------------- | ------------ | --- | -------- | ---- |
| 53° 16′ 30″ N, 9° 7′ 19″ O | Hepstedt 124 | Rekonstruierter Grabhügel. Rund, Dm. 12 m. Hügelaufbau abgetragen, Steinpackung freiliegend. Hügelrand aus Erdreich noch bis H. 0,3 m. Der Hügel wurde, da er obertägig bereits weitgehend zerstört war, 1982 durch eine archäologische Ausgrabung untersucht: Unter einer Erdbedeckung von noch etwa 0,4 – 0,5 m H. ein Steinhügel, dessen Mitte bereits von der Planierraupe herausgeschoben war. Im Mittelteil eine Reihe besonders großer Feldsteine von je 0,45 – 0,55 m L., vermutlich die eigentliche Grabanlage. Darüber ein Haufen von faust- bis kürbisgroßen Steinen. Funde wurden nicht mehr beobachtet; wenige Spuren verbrannter Knochen deuten auf eine Brandbestattung. Der Grabhügel gehört zu den im nördlichen Niedersachsen sehr seltenen Steinhügeln (Röser). | 28974012 | BW   |
| 53° 16′ 32″ N, 9° 7′ 25″ O | Hepstedt 126 | Durchmesser ca. 12 m und Höhe ca. 0,7 m. Rundlich. | 28974628 | BW   |
| 53° 16′ 33″ N, 9° 7′ 25″ O | Hepstedt 127 | Durchmesser ca. 10 m und Höhe ca. 1 m. Rundlich. Rand deutlich abgesetzt. Im Zentrum leichte Eintiefung. | 28974629 | BW   |